# Faulenrost
Faulenrost é um município da Alemanha, situado no distrito de Mecklenburgische Seenplatte, no estado de Mecklemburgo-Pomerânia Ocidental. Tem 33,75 km² de área, e sua população em 2019 foi estimada em 647 habitantes.